# Ганс Майєр (економіст)
Ганс Маєр (нар. 7 лютого 1879, Відень, Австро-Угорщина — пом. 28 жовтня 1955, Відень) — австрійський економіст Австрійської школи.

## Життєпис
Ганс Майєр походив з багатодітної сім'ї. Його батько Йоганнес Майєр був купцем і помер молодим, мати Елізабет Ентоні походила з Мозеля. Він виріс у селі в Штирії. Майєр вивчав право у Віденському університеті, захистив докторську дисертацію під керівництвом Фрідріха фон Візера у 1907 році і після закінчення навчання працював у Віденському фінансовому управлінні до 1912 року. У 1912 році він став доцентом Фрайбурзького університету у Швейцарії, а після габілітації у Відні в 1914 році — професором Празького технічного університету, але оскільки він був солдатом Першої світової війни, то повернувся до Праги лише в 1919 році. У 1921 році Майєр став професором Грацького університету, змінивши на цій посаді Йозефа Шумпетера. У 1923 році він був призначений на кафедру Фрідріха фон Візера у Віденському університеті. У 1927/28 роках обіймав посаду декана. Став почесним професором у 1950 році.
Дослідження Майєра були зосереджені на теоретичній економіці. Він був важливим представником Австрійської економічної школи. Він розробив теорії цін і заклав основи досліджень економічних концепцій і законів виробництва. Майєр опублікував відносно мало робіт.
У суперечці з Отмаром Шпанном він заснував Національно-економічне товариство (NOeG) у 1927 році та «Zeitschrift für Nationalökonomie» у 1930 році з редакторами Паулем Розенштайном-Роданом, який виїхав до Англії у 1930 році, та Оскаром Морґенштерном, який був змушений емігрувати у 1938 році. Майєр пристосувався до націонал-соціалізму після анексії Австрії в 1938 році і виключив єврейських членів з NOeG. Він також продовжував полемізувати зі Шпанном, якого націонал-соціалісти звільнили як прихильника корпоративної держави, і врешті-решт залишився на посаді єдиного головного представника австрійської школи в Німецькому Рейху. Після війни він виявився вільним і був призначений віце-деканом у 1945/46 році.
У 1932 році Майєр був обраний членом-кореспондентом Академії наук у Відні, а в 1941 році - її дійсним членом.

## Вибрані наукові праці
- Eine neue Grundlegung der theoretischen Nationalökonomie, in: Zeitschrift für Volkswirtschaft, Sozialpolitik und Verwaltung, 1911, S. 181–209
- (Hrsg.): Die Wirtschaftstheorie der Gegenwart. 4 Bände. Wien : Springer, 1927–1932
- (Hrsg.): Hundert Jahre Österreichischer Wirtschaftsentwicklung 1848–1948. Auf Veranlassung der Bundeskammer der Gewerblichen Wirtschaft zum Hundertjährigen Bestande der Kammerorganisation. Wien : Springer Vienna, 1949
- Neue Beiträge zur Wirtschaftstheorie : Festschrift Anlässlich des 70. Geburtstages von Hans Mayer. Heidelberg : Springer, 1949

## Зовнішні посилання
- Бібліографія. Ганс Майєр (економіст) // Німецька національна бібліотека
- Hans Mayer (1879-1955), Nationalökonomie, bei Univie
- Hans Mayer im Wien Geschichte Wiki der Stadt Wien